# Sulpak
Sulpak (russisch Сулпак) ist die größte Elektronik-Fachmarktkette in Kasachstan mit Sitz in Almaty. Das Unternehmen wurde 1992 von Almas Sultangasin und Andrej Pak gegründet.
Der Name Sulpak besteht aus den ersten beiden Silben der Nachnamen der Unternehmensgründer Sultangasin und Pak.
Nach Unternehmensangaben sind rund 2.000 Mitarbeiter bei Sulpak beschäftigt. Die Elektronik-Marktkette betreibt 37 Märkte in 20 kasachischen Städten.

## Geschichte
Nach der Gründung von Sulpak konzentrierte sich das Geschäft auf den Handel von Elektronik und Haushaltstechnik in den großen Städten Kasachstans. Erst 2001 wurde mit dem Ausbau des Filialnetzes auf ganz Kasachstan begonnen.
Seit 2005 kooperiert das Einzelhandelsunternehmen mit der russischen Elektronik-Fachmarktkette „Eldorado“ in Russland und Osteuropa.
2006 übernahm Sulpak dieselbe rote Farbgebung wie die des deutschen Elektromarktes Media Markt. Dies geschah aufgrund der Zusammenarbeit mit dem russischen Markt „Eldorado“, da dieser die Farbgebung in rot änderte.
Seit 2009 betreibt Sulpak auch einen Internethandel für seine Produkte.